# Drone (muziek)
Een drone is een aanhoudende toon (of constant hoorbaar geluid) in een compositie. In veel oosterse muziek en in veel volksmuziek is de drone een vaste waarde in een compositie. 
Drones komen vaak voor in volksmuziek en in volksmuziekinstrumenten, zoals doedelzak en draailier. Zo wordt de drone vaak in traditionele Ierse muziek gebruikt. Dit gebeurt vaak met een Ierse doedelzak of een snaarinstrument als een gitaar of mandoline. Vaak staat de drone in Ierse muziek in D.
De drone kan de grondtoon zijn van een compositie, maar is soms ook een boventoon of een cluster van tonen met een specifieke klankkleur. Sommige componisten maken gebruik van drones, onder andere de Franse componiste Éliane Radigue.

## Popmuziek
Ook in popmuziek wordt de drone via verschillende manieren toegepast.
Met een delay-pedaal kunnen zogenaamde sound over sound-klankbedden gemaakt worden. Vooral de tape-echo is een hiervoor veelgebruikt apparaat. Een van de eerste dronecomposities in de popmuziek is Tomorrow Never Knows van The Beatles. Andere vroege voorbeelden zijn Venus in furs van de Velvet Underground (de altvioolpartij van John Cale) en I Wanna Be Your Dog van Iggy Pop & The Stooges (de pianopartij, tevens door Cale gespeeld). Brian Eno maakt veelvuldig gebruik van drones in zijn producties. The Unforgettable Fire van U2 is hiervan een duidelijk voorbeeld.
Ook in de post-rock wordt veelvuldig gebruikgemaakt van drones door middel van een combinatie van feedback, delay en reverb.

## Muziekinstrument
Sommige, veelal Oosterse, snaarinstrumenten zijn uitgevoerd met extra resonantiesnaren waarmee een drone wordt opgewekt. De snaren worden hierbij niet bespeeld maar resoneren mee met de gespeelde tonen.
Een andere vorm zijn bourdoninstrumenten. Op de Turkse saz bijvoorbeeld is het gebruikelijk een drone te spelen met de bovenste snaren, die dienen als bourdonsnaren. Ook de Indiase sitar wordt op een soortgelijke wijze bespeeld. Bij bourdoninstrumenten bespeelt men in tegenstelling tot de resonantiesnaarinstrumenten de dronesnaren juist wel.